# Cheval navarrin
Vous lisez un « article de qualité » labellisé en 2010.
Pour les articles homonymes, voir Navarrin.
Pour le cheval navarrais, voir Jaca Navarra.
Le cheval navarrin, navarin, navarrois, bigourdin ou tarbais, est une ancienne race chevaline française, désormais disparue, qui était surtout élevée dans les plaines des Pyrénées près de Tarbes, ainsi qu'en Bigorre, dans les Hautes-Pyrénées, et plus largement dans tout le Sud-Ouest de la France. Probable monture de prestige durant le Moyen Âge et la Renaissance, elle a très bonne réputation durant tout le XVIIIe siècle. Ce petit cheval résistant, fin et vif est abondamment utilisé comme monture de remonte pour la cavalerie légère, mais aussi sous la selle pour les manèges et la pratique du dressage classique, grâce à sa grande élégance.
Abondamment réquisitionnée par les armées napoléoniennes au début du XIXe siècle, la race navarrine est croisée avec l'Arabe pour reconstituer le cheptel, puis avec le Pur-sang à partir de 1833, dans le but d'« améliorer » sa taille, exclusivement pour les services de cavalerie. Ce cheval change alors de morphologie et de caractère. Les croisements réalisés sous l'impulsion du haras national de Tarbes ont des résultats mitigés. Des chevaux arabes sont réintroduits en plus des Pur-sangs, suivant un programme de zootechnie qui s’achève en 1852. La race navarrine disparait donc lentement au cours du XIXe siècle, absorbée dans les croisements, et n'existe plus depuis les années 1850, époque où son élevage est remplacé par celui de l'Anglo-arabe.

## Terminologie
Le nom de cette race selon une Académie du XIXe siècle était « race navarraise » et « cheval navarrais », mais l'usage dans le monde hippique a fait adopter l'expression de « cheval navarrin » et de « race navarrine ». Selon l'hippologue Alexandre-Bernard Vallon, « l'usage doit faire loi », bien qu'il ait été suggéré au début du XXe siècle que la race aurait dû être nommée « pyrénéenne ». Sous la dénomination de « navarrins », on peut comprendre « les petits chevaux qui se rencontrent dans les Hautes et Basses-Pyrénées, l'Ariège et la Haute-Garonne ». On rencontre aussi le nom de « cheval navarin », bien qu'il soit moins fréquent.
Il semble que la dénomination de la race ait évolué au fil du temps et des croisements ; le cheval navarrin est le plus ancien, il est nommé « cheval tarbéen » après les croisements effectués avec le cheval arabe dans la plaine de Tarbes au XIXe siècle, puis « cheval bigourdin » après les croisements avec le Pur-sang. Vers 1850, le directeur du haras de Tarbes nomme ses chevaux « bigourdins ».

## Histoire de la race jusqu'en 1833
L'histoire du cheval navarrin peut être mise en parallèle avec celle de nombreuses autres races chevalines locales durant le XIXe siècle, époque où des programmes de zootechnie transformèrent les chevaux autochtones de chaque province en introduisant des étalons étrangers afin de créer de nouvelles races destinées à l'armée. La quasi-totalité des documents qui mentionnent le cheval navarrin datent de la seconde moitié du XIXe siècle.

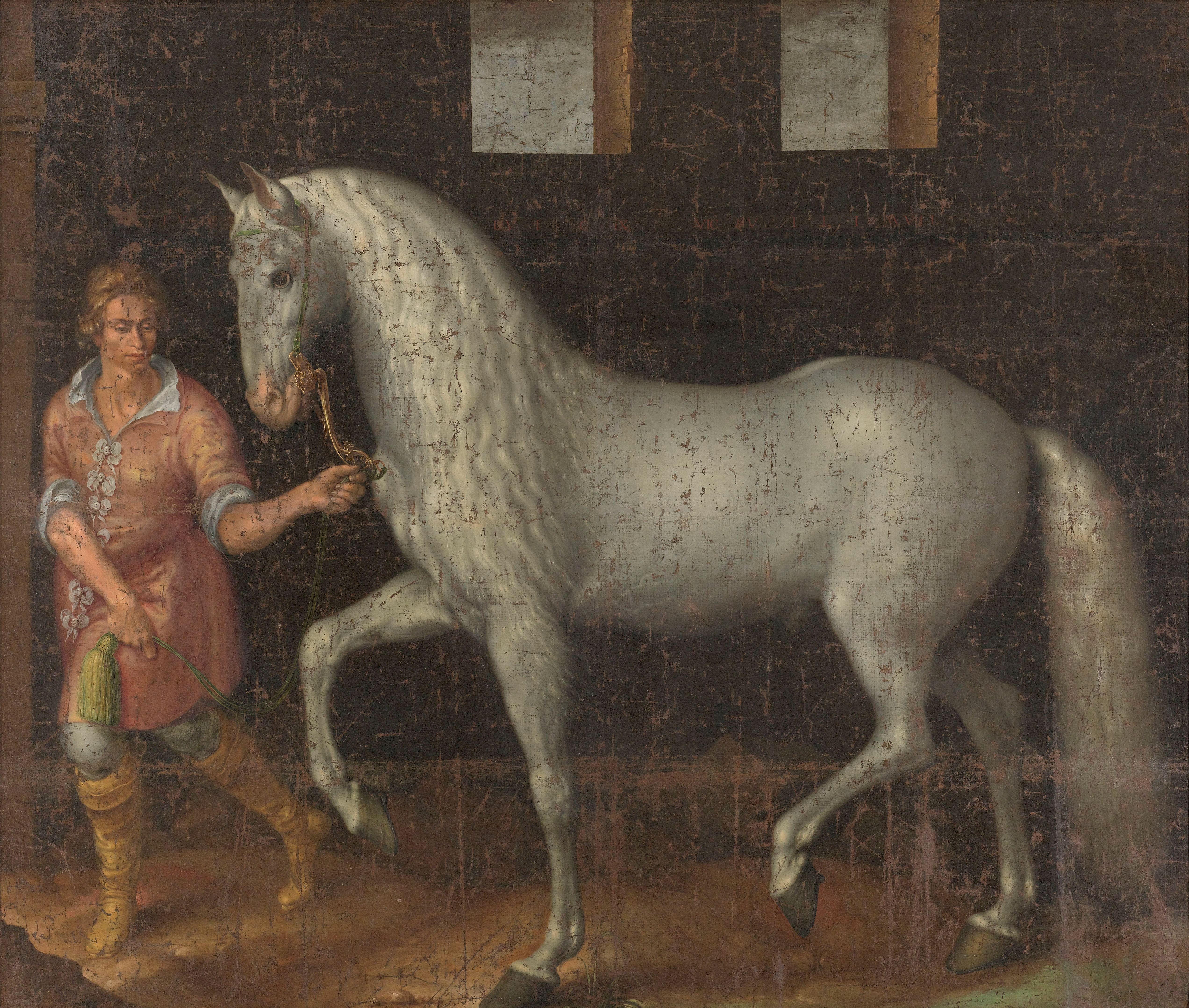
Cheval de bataille andalou en 1603, proche physiquement de ce que devait être l'ancêtre de la race navarrine.

### Origines
Le cheval navarrin, décrit comme « le produit naturel de la plaine de Tarbes », est certainement originaire de Navarre. Il a puisé ses qualités aussi bien que ses défauts dans la nature du climat et du sol qui l'ont vu naître, les races dont il descend ont fréquemment modifié son caractère primitif.
Le voisinage de l'Espagne a fait naître des rapports fréquents entre ce pays et les contrées où se trouve le cheval navarrin, à toutes les époques. Si le cheval navarrin dut se rapprocher plus ou moins du cheval arabe ou barbe, il semblait plus proche des chevaux espagnols, qui lui ont légué en partie sa morphologie. Les encyclopédies du XIXe siècle considéraient souvent cette race comme une variété du cheval espagnol croisée avec du sang oriental,. Le cheval navarrin peuplait la plupart des provinces du sud-ouest de la France, mais son berceau d'origine était le Béarn, la Navarre française et la Bigorre, c'est-à-dire les départements des Hautes et des Basses-Pyrénées.

### Antiquité, Moyen Âge et Renaissance
Éphrem Houël estime, en 1848, que dès l'époque de César, le cheval navarrin passait pour l'un des meilleurs de la Gaule.
Il fut réputé durant le Moyen Âge comme un genêt, vigoureux et agile, quoique moins robuste que les palefrois. Les genêts français du Moyen Âge semblent ainsi avoir été des chevaux navarrins plutôt que des andalous, et les deux races rivalisaient à l'exercice du dressage classique. Durant la Renaissance, il pourrait avoir été tout autant apprécié du fait de la mode pour les chevaux baroques. Sous Louis XIV, on ne cherchait encore que le cheval ayant « la tête barbe ».

### XVIIIesiècle

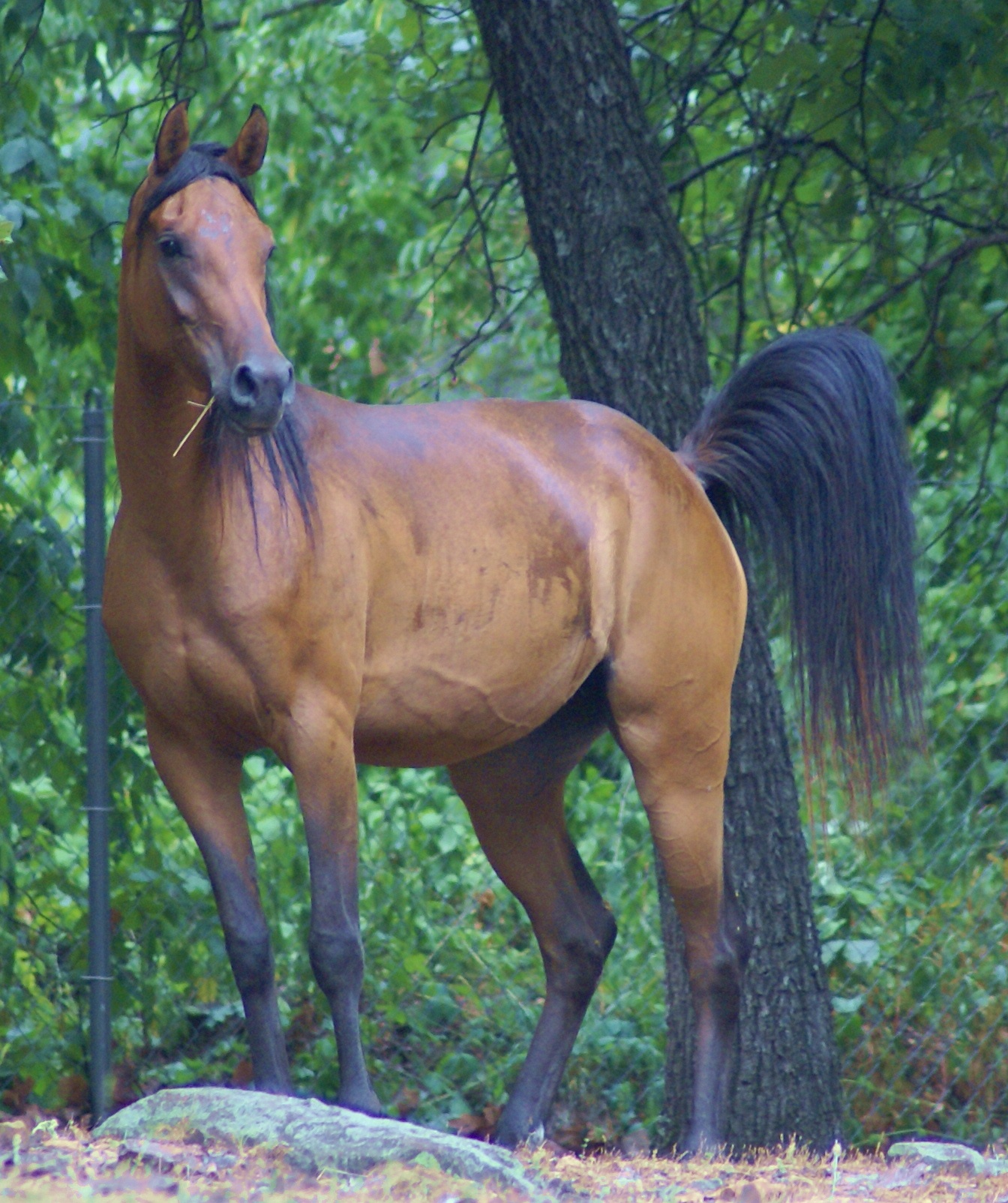
Des chevaux arabes, comme cette jument, ont fréquemment été croisés avec le navarrin.

Les chevaux navarrins, réputés être « l'une des meilleures races de selle françaises », se trouvaient au XVIIIe siècle dans les dépôts de remonte de Tarbes et au domaine de Visens, à Lourdes. Des croisements avec des étalons espagnols semblent avoir longtemps eu lieu. Dans la région pyrénéenne, la politique suivie de 1763 à 1779 fut de maintenir la
production du cheval navarrin coûte que coûte, en sacrifiant quelque peu celle du mulet.
On ignore à quelle époque cette race était prospère et répandue (bien que son élevage date de bien avant la Révolution française) car vers la fin du XVIIIe siècle, les hippologues se plaignaient déjà de sa « dégénérescence ». Les guerres et les réquisitions de la République et de l'Empire réduisirent drastiquement ses effectifs, comme pour toutes les races françaises de selle. De tout temps, les armées espagnoles, que ce soient les carlistes ou les christinos, achetaient de jeunes chevaux pour la remonte à des prix très élevés, les guerres de parti qui ont déchiré l'Espagne ont ainsi enrichi les éleveurs de la région tarbéenne.
Dès 1779, des étalons arabes importés d’Asie furent croisés avec les chevaux locaux et modifièrent le type de la race navarrine, la tête typique du cheval espagnol disparut, et les chevaux navarrins devinrent moins amples et moins étoffés que les andalous, plus élégants et plus près du sang arabe, plus sveltes, petits et légers, alors que la race andalouse est plutôt forte et corpulente.

### 1800 - 1833

#### Réquisitions

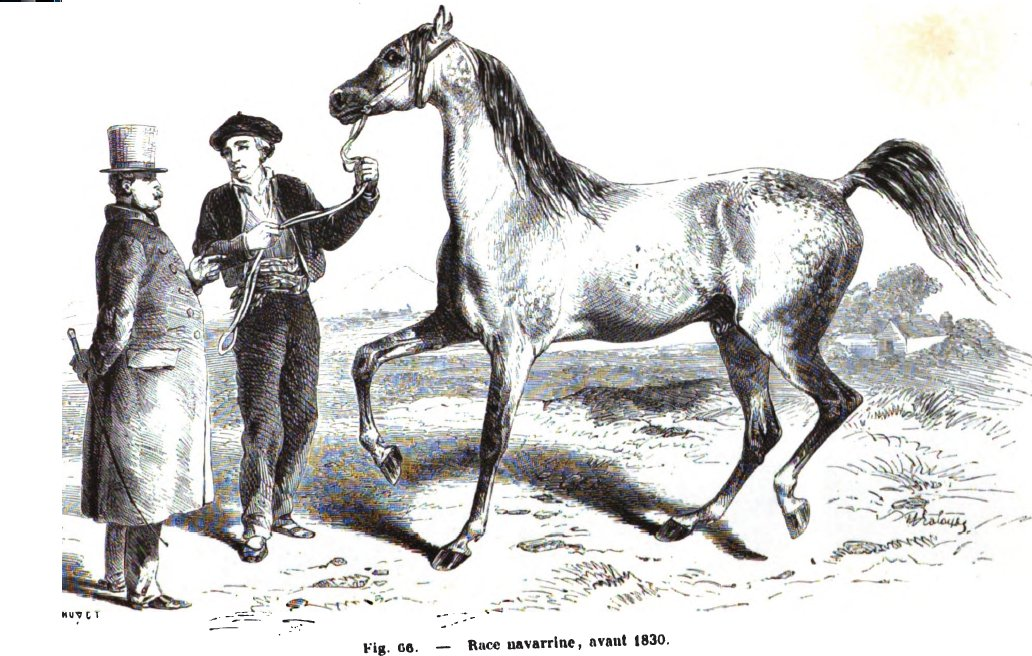
Cheval navarrin avant 1830, gravure publiée dans une encyclopédie zootechnique en 1861.

En 1807, Napoléon Ier recréa l'administration des haras qui avait été supprimée à la Révolution française, et chercha à « améliorer » cette race locale pour les besoins militaires, en effet, la guerre contre l'Espagne coûtait la vie à de nombreux chevaux chaque année. On pensait alors que le cheval navarrin descendait en ligne droite de chevaux espagnols, et des étalons de ce pays furent introduits dans les Pyrénées, en redonnant « des membres, de l’étoffe, de la taille et du dessous » aux chevaux pyrénéens, mais aussi des caractéristiques considérées à l'époque comme des défauts : la grosse tête du cheval espagnol, ses oreilles longues et écartées, et ses mouvements élevés et raccourcis, propres aux chevaux baroques mais peu adaptés aux exigences de la cavalerie légère. Le cheval espagnol était alors censé donner « des produits loin d'égaler ceux de la race orientale ».

#### Reconstitution du cheptel
Au début du XIXe siècle, avec la fin des guerres napoléoniennes, les éleveurs et les zootechniciens cherchèrent à reconstituer les effectifs de la race navarrine à la suite des nombreuses réquisitions effectuées par les armées. De nouveaux croisements avec des pur-sang arabes eurent lieu sous l'impulsion du haras de Tarbes, ils sélectionnèrent pour cela des étalons arabes (mais aussi turcs et persans) qu'ils importèrent dans le Béarn et la Navarre, et croisèrent avec ce qui restait de l'ancienne jumenterie navarrine ; le « cheval tarbéen » avait alors la taille requise pour la cavalerie légère mais dépassait rarement 1,52 m.

#### Mode d'élevage
Les éleveurs des Pyrénées étaient pour la plupart des fermiers propriétaires d'une petite surface de terre, qui « comprenaient très bien que le sang arabe convient beaucoup mieux à leur race que le sang anglais ». Le type du cheval navarrin se reconnaissait particulièrement dans les chevaux de Tarbes. Certains étalons arabes ont profondément marqué l'élevage de l'époque, il s'agit de Mahomet, Camasch, Schamitz et Schaklarvic, décrits à l'époque comme « les nobles producteurs qui ont jeté les germes précieux d'amélioration dans la race navarrine ». Cette race était alors unique en France et même à l'étranger car, bien qu'il s'agît de chevaux élevés et entretenus économiquement par des paysans, ils présentaient toutefois un type très uniforme et un caractère oriental prononcé, en particulier chez les poulinières des nombreux villages de la vallée de Tarbes, d’Ossau, d’Aspe, et des deux rives des gaves de Pau et d’Oloron.

## Description de la race

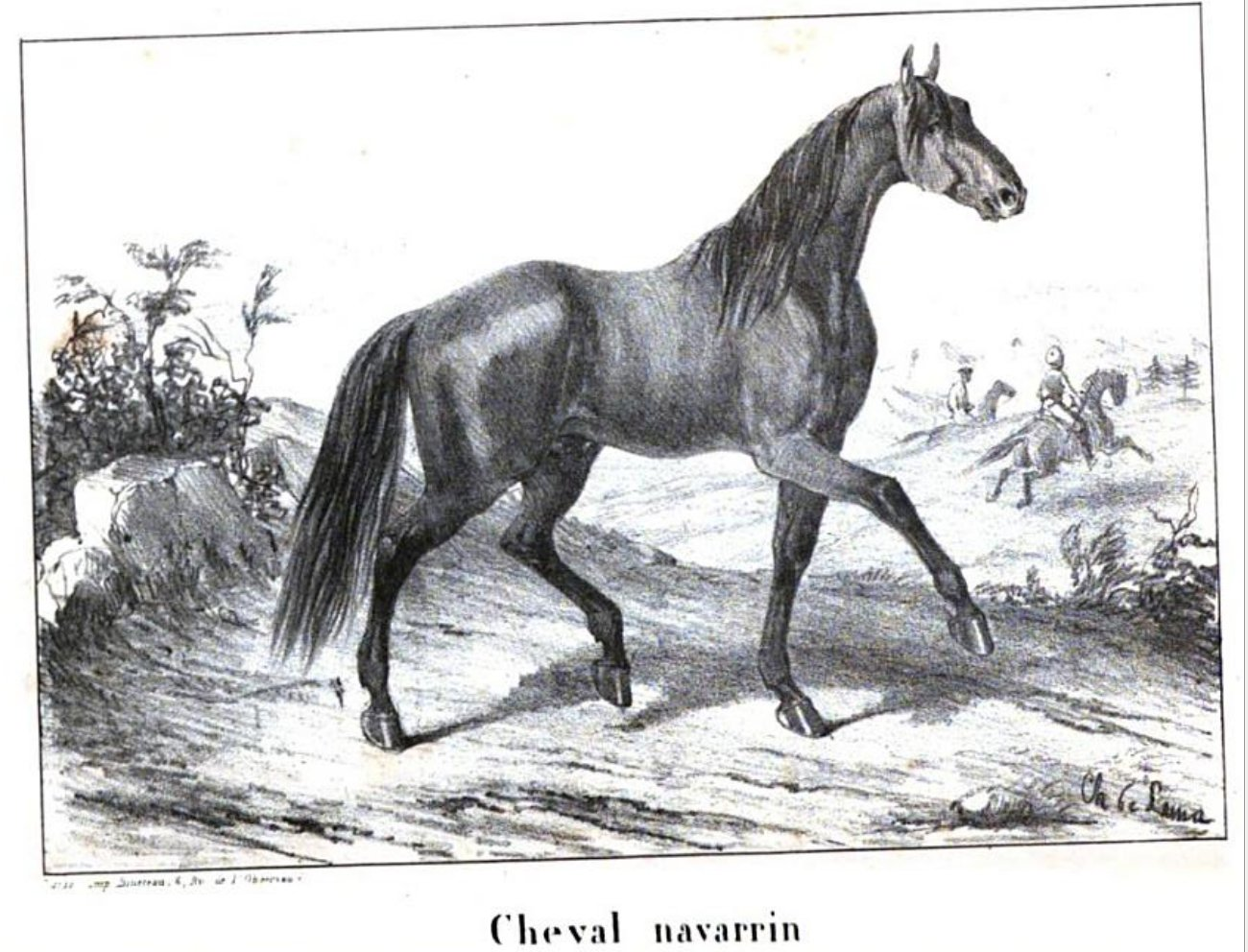
Gravure d'un cheval navarrin dans le second volume du Dictionnaire d'hippiatrique et d'équitation, en 1848.

Il est difficile de tracer un portrait du cheval navarrin tel qu'il existait avant que l'administration des haras eût pratiqué ses croisements. Il était considéré comme un cheval noble et prestigieux car « les chevaux nobles et légers de cette race, que l'on ne peut confondre avec la race commune, se rapprochent soit du type andalou, soit du type anglais ».

### Morphologie
Pour un article plus général, voir Morphologie du cheval.
Aspect général de l'ancien cheval navarrin

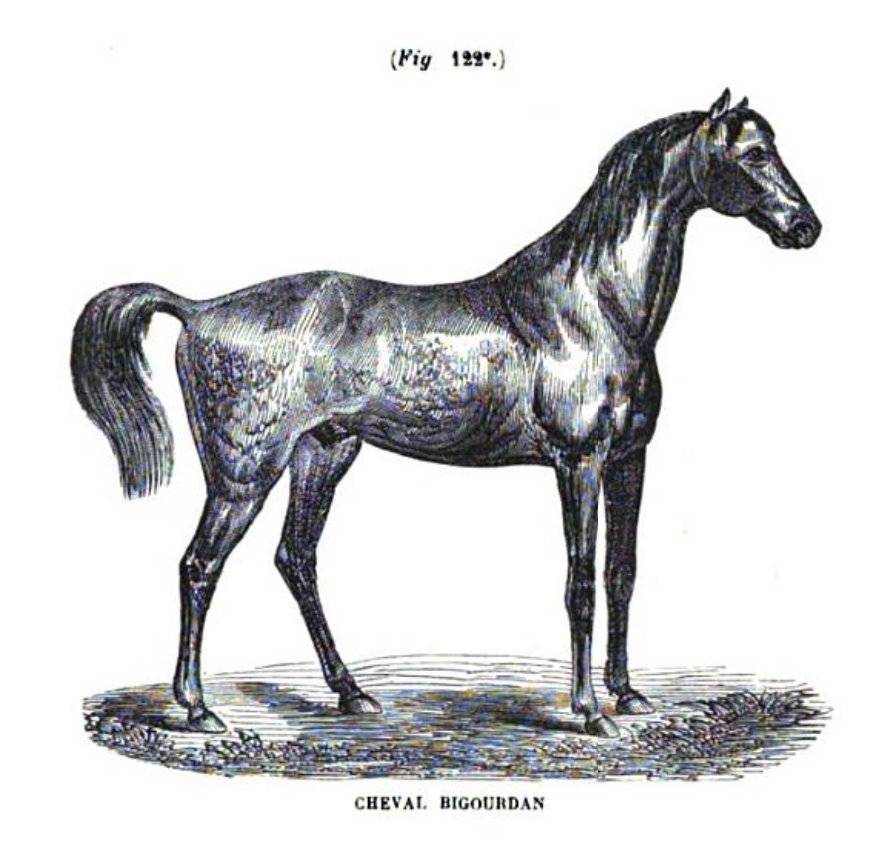
Gravure d'un cheval bigourdan parue en 1863.

La conformation extérieure de l'ancien cheval navarrin, avant le XIXe siècle, pouvait ressembler à celle du cheval barbe, ou à l'andalou dont il descendait. Des caractères bien marqués distinguaient cette race de la race andalouse. Ainsi, « la première a une taille plus élevée et moins étoffée, une encolure plus longue et moins rouée, un garrot plus élevé, un dos plus bas, quelquefois ensellé ; une croupe encore plus tranchante ; des jarrets coudés ; moins de souplesse et d'élégance, mais plus de vigueur et de légèreté ». Le cheval navarrin « de forme anguleuse » était alors doué d'une grande souplesse et d'allures plus relevées et cadencées qu'allongées.
Aspect général du cheval navarrin issu de croisements avec l'arabe
Les chevaux issus de croisements avec des étalons arabes se reconnaissaient par un « cachet arabe », race dont elle s'est imprégnée par croisement d'autant plus profondément que le cheval arabe répond à la nature du sol et au climat des Pyrénées. Le navarrin prit « des formes élégantes et harmonieuses », celles d'un « cheval régulier qui plait », petit et fin. Les formes « sèches, élégantes et bien harmonisées » des juments rappelaient le type primitif arabe. La race était renommée pour son élégance car elle possédait « beaucoup des beautés absolues du cheval de selle le plus léger, jointes aux caractères typiques dus à son origine ». Ces qualités recherchées à une époque où les chevaux considérés « les plus parfaits » étaient les pur-sang arabes faisaient du cheval de Tarbes l'une des montures « les plus agréables et les plus luxueuses que produisît le pays, avant que la mode eût mis au pinacle le cheval anglais ».
Taille
La taille idéale du cheval navarrin était de 1,48 m à 1,51 m. Quand il la dépassait, il était supposé « perdre en régularité de proportion ce qu'il gagnait en élévation de taille », mais aussi perdre en élégance. Les plus petits chevaux, ceux qui naissaient « de souche sur le sol des Pyrénées », étaient toujours réputés les meilleurs.
Tête
Relativement forte et souvent busquée et lourde mais expressive chez l'ancien type espagnol, avec les croisements, elle devint plus petite et légère, avec le front bombé, le bout du nez souvent coupé en biseau, mais les oreilles pas toujours très bien plantées,.
Avant-main et dos
L'encolure était forte chez les chevaux typés espagnol, mais longue et légère, bien sortie, bien musclée, légère sans être trop forte, quelquefois renversée ou « gracieusement recourbée dans l'action » chez les chevaux arabisés, le garrot était élevé, le poitrail peu ouvert (mais large chez le tarbéen), l'épaule forte, droite et chargée,, le dos bas et la ligne du dos bien suivie, le corps épais tendait à s'affiner sous l'influence des croisements avec le cheval arabe.
Arrière-main
La ligne du rein était bien suivie, avec des reins longs (courts chez le cheval tarbéen), une croupe courte et anguleuse, tranchante et parfois avalée,, mais bien musclée, et une queue bien attachée,.
Membres
Ils étaient forts et solides mais aussi minces, fins et secs, bien musclés, beaux dans la partie supérieure ; inférieurement en revanche, « ils laissaient un peu à désirer » avec le tendon et le canon un peu grêles et des paturons longs, terminés par un petit pied solide et sûr. La cuisse était souvent plate. Les membres antérieurs, aux avant-bras courts tendaient à être serrés à cause de l'étroitesse du poitrail, les membres postérieurs plus forts, avec les jarrets souvent clos. On voyait autrefois des chevaux panards qui tendirent à disparaître au cours du XIXe,.

### Tempérament
Sous une apparence « assez mince et chétive », le cheval navarrin déployait l'énergie, le courage et toutes les qualités du cheval de selle, souple, leste, ardent et dur à la fatigue, dur à la tâche,, il était d'un tempérament sanguin et nerveux, doux, sobre, patient, rustique. Ce cheval était réputé pour son élégance autant que pour la souplesse de ses mouvements, la vitesse et la légèreté de son train. Il s'entretenait facilement et vivait longtemps,. D'après Eugène Gayot, c'était « un cheval de selle plein d'élégance, de fierté et de gentillesse, plus mignon et plus joli que puissant et beau ».

## Utilisations

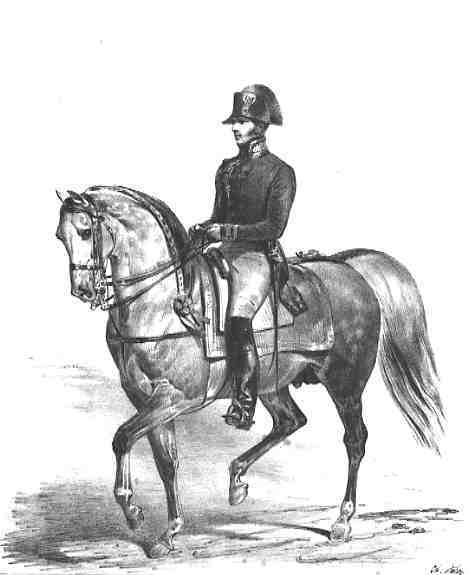
M. Flandrin, écuyer-professeur montant Janissaire, cheval navarrin du manège de l'École d'instruction des troupes à cheval de Saumur, planche X de lHistoire pittoresque de l'équitation ancienne et moderne, 1833.

La race a toujours eu bonne réputation pour la selle, et fut réputée au point d'être aussi prestigieuse que l'andalou lui-même: « ce Pur-sang d'une autre époque ».
Principalement destiné à être monté, le cheval navarrin fut tout particulièrement choisi pour l'armée car il servait à la remonte de trois régiments de hussards, ceux de Belzunce, de Bercheny et de Chamborand, en leur donnant des chevaux au modèle adapté à la cavalerie légère, à la cavalerie de ligne et à la remonte, mais aussi des montures pour le manège de l'école de cavalerie,,. Introduits dans les corps de l'armée, les chevaux navarrins s'y acclimataient facilement, y rendaient de bons services pendant longtemps, et y étaient très estimés, à tel point qu'il se disait que « les régiments de cavalerie légère ne peuvent trouver de meilleurs chevaux pour se remonter ». Le cheval navarrin fut pendant tout le XVIIIe siècle, et surtout durant l'Empire et la Restauration, un animal d'armes et de troupes légères.
Les anciens écuyers de l'école française ont aussi largement apprécié le cheval navarrin,, les manèges l'ont en effet toujours recherché pour le dressage classique, en raison de sa souplesse et de ses moyens, qui répondent au travail serré de l'équitation.
Au besoin, le navarrin pouvait être attelé et former des équipages légers et élégants, bien qu'il ne s'agisse pas de sa fonction principale.
Les juments navarrines de la plaine de Tarbes étaient réputées, vers 1840, être utilisées pour des courses hippiques.

## Diffusion de l'élevage
Ce cheval était très répandu dans la plaine de Tarbes au XVIIIe siècle, et en Bigorre dans les Hautes-Pyrénées. On rencontrait la race en abondance, non seulement dans la Navarre, mais encore dans le Béarn, le Roussillon, le pays de Foix, et même la Guienne, ainsi que le Languedoc. L'élevage du cheval était encouragé dans toutes les Pyrénées et rapportait un bénéfice conséquent aux éleveurs. Ainsi, la commune de Moirax achetait 20 à 25 poulains par an à la foire de Lectoure.
L'élevage ne semble pas s'être limité au sud-ouest de la France, ainsi, des navarrins ont été exportés en Normandie et dans le Cantal.

## Histoire et évolution de la race après 1833
Quelques documents mentionnent le cheval navarrin après 1833, ainsi, le célèbre écuyer François Baucher a eu l'occasion de travailler des chevaux de cette race, et vers 1840, alors que l'école nationale vétérinaire d'Alfort effectuait des études sur les tics et les pathologies chevalines, sont mentionnés deux « chevaux navarrins ». Toutefois, sa disparition progressive dans les croisements se fait sous l'impulsion du haras de Tarbes et d'Eugène Gayot, « grand propagandiste du Pur Sang ».

### Croisements avec le Pur Sang

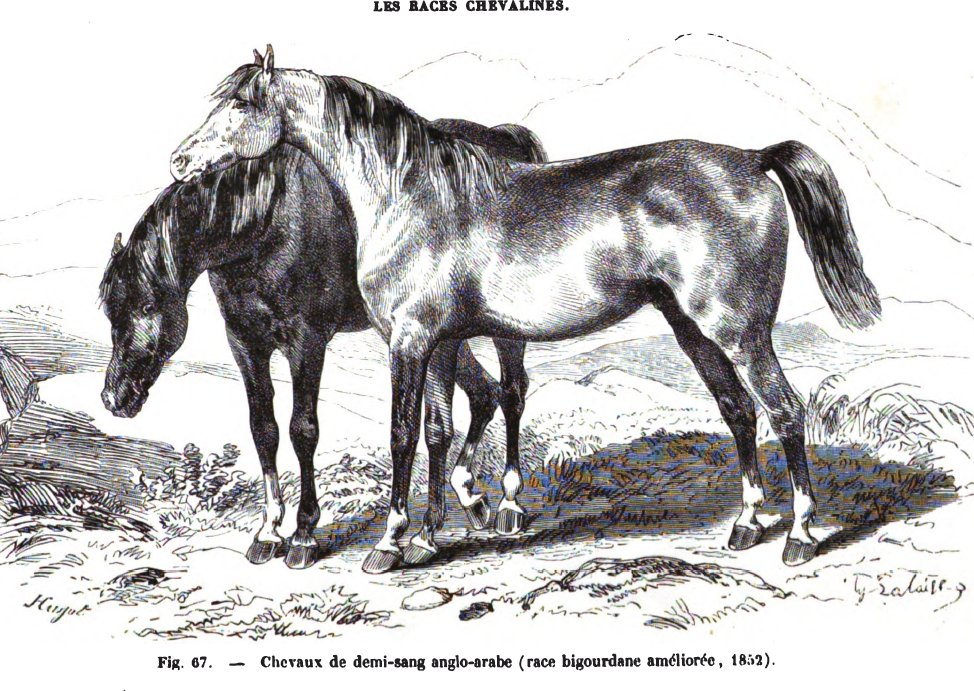
Cheval bigourdin amélioré, résultat du croisement entre les chevaux navarrins et le Pur-sang, et ancêtre de l'anglo-arabe.

Dès l'époque des guerres napoléoniennes, la race navarrine fut transformée par des croisements visant à en faire un cheval de guerre adapté aux exigences de son époque, l'influence des croisements tendit à effacer les caractéristiques de l'ancienne race au cours du XIXe siècle. L'hippologue Eugène Gayot, qui s'est largement investi en faveur de ces croisements, disait que la morphologie svelte du cheval navarrin était un défaut selon les exigences de la cavalerie légère : « il lui manque des membres et du corps, c'est un cheval attardé et vieilli, il ne répond plus aux exigences plus grandes et plus pressées du temps ; il n'atteint même plus que par exception la taille du cheval de cavalerie légère ». En comparant la race navarrine à celle du Pays basque en 1861, il dit que « le cheval des Basses-Pyrénées est plus paysan, moins avancé au point de vue de la race » et que « celui des Hautes-Pyrénées est plus aristocrate et occupe un rang plus élevé sur l'échelle ».
Jusqu'en 1833, seul le cheval arabe fut croisé avec la race navarrine, puis un nouveau programme de croisements soutenu par Eugène Gayot vit le jour, visant à « grandir et grossir la race, la développer en hauteur et en épaisseur sans rien lui enlever de son élégance, allonger ses allures, étendre ses moyens sans lui rien ôter de sa souplesse et de sa grâce », le prétexte étant surtout de « la mettre plus en rapport avec les besoins de l'époque », c'est-à-dire la cavalerie légère, qui nécessitait un cheval d'usage militaire à la fois résistant et léger, mais aussi de grande taille.

#### Applications

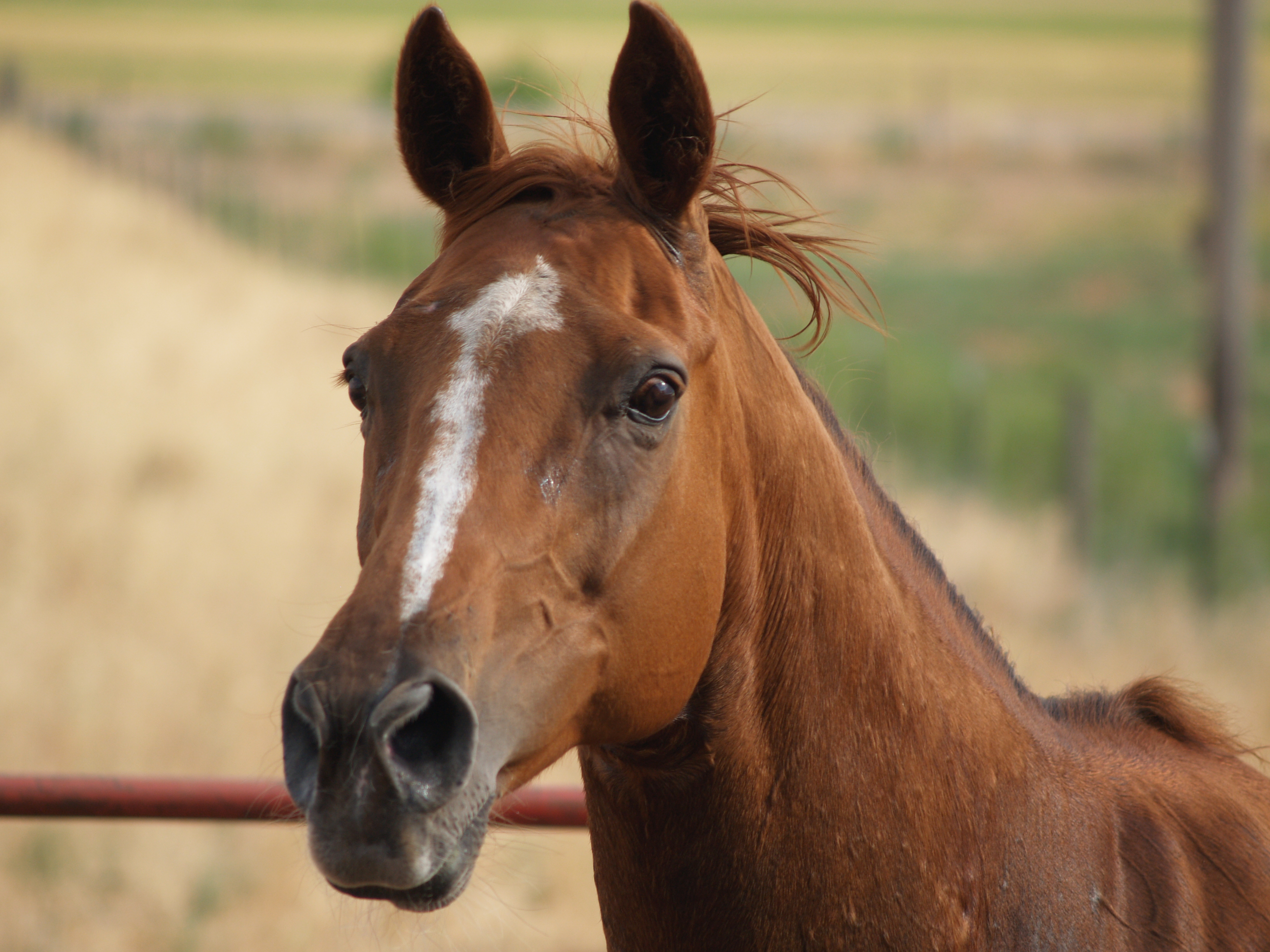
Un Pur-sang, race considérée comme amélioratrice.

Dans ce but, on introduisit des étalons anglais à Pau et à Tarbes, auxquels la majeure partie des éleveurs livrèrent leurs juments. Elles furent abondamment croisées à partir de 1833, où la race prit le nom de « cheval bigourdin amélioré » selon Eugène Gayot (qui s'occupa en effet le plus d'« améliorer » la race à sa façon, et fut abondamment critiqué par un autre hippologue, André Sanson), ou de « cheval tarbais ».

#### Critiques
Les croisements de la race navarrine, défendus par Eugène Gayot et Jean-Henri Magne, eurent de mauvais résultats pour l'armée puisque selon d'autres hippologues, la race perdit énormément en rusticité, et les pertes en chevaux furent plus grandes pour l'armée qu'avec l'ancienne race navarrine,. Le comte de Lastic avait aussi signalé que dans le sud de la France, les étalons pur-sang anglais donnaient de plus mauvais résultats en croisement sur les races locales que le pur-sang arabe, alors qu'on observait l'inverse dans le Nord du pays. En 1860, cet argument fut démenti en faveur de l'influence du territoire sur la morphologie des chevaux, une cause invoquée pour l'échec de ces croisements est la nourriture disponible pour les chevaux sur le territoire pyrénéen, vue comme peu riche et de mauvaise qualité, ainsi que le manque d'expérience qu'ont les éleveurs pyrénéens avec le pur-sang anglais.

### Disparition du cheval navarrin

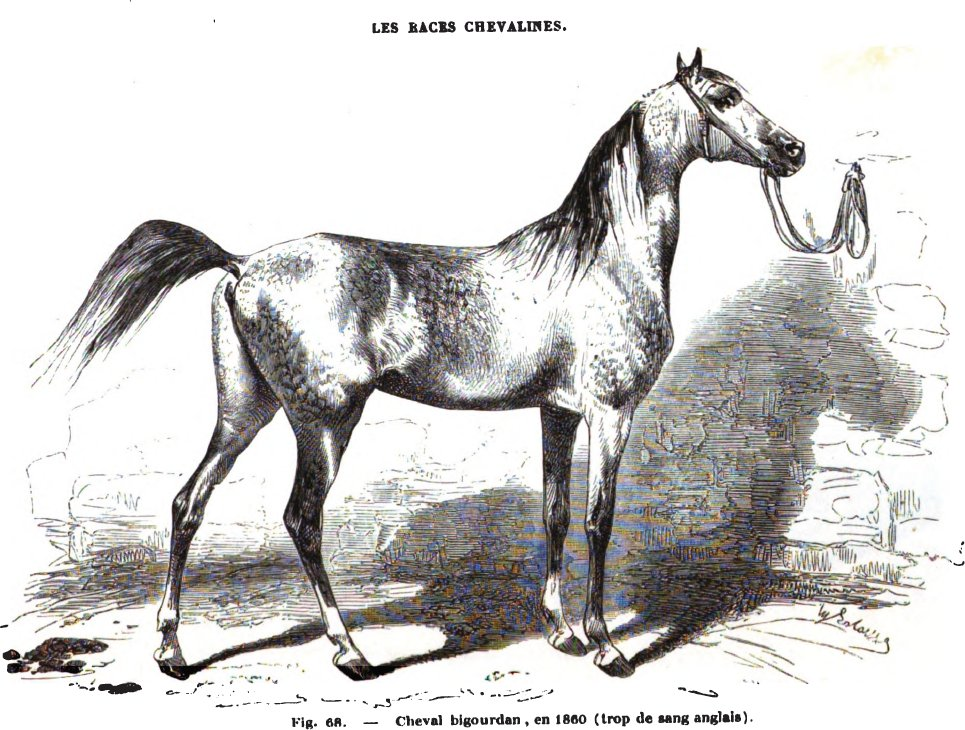
Gravure d'un cheval bigourdan en 1860, absorbé par les croisements avec le pur-sang anglais.

La disparition du cheval navarrin semble plus ou moins dater du milieu du XIXe siècle, ainsi, en 1848, il est dit que « le joli cheval navarrin a cédé partout la place aux produits du sang d'hippodrome, très-répandus à Tarbes et à Pau » ; une encyclopédie publiée la même année affirme qu'il n'en reste plus que quelques-uns. Cette même année, les différences sont très marquées entre l'ancien cheval navarrin et les animaux issus de croisements : « On entretient dans les environs de Tarbes une tribu de la race navarrine, qui se distingue par un corps fort long, des jambes longues et des mouvements différents de ceux des autres navarrins ; ces chevaux sont plus rapides ».
En 1850, Eugène Gayot, qui a toujours défendu les vertus des croisements de la race navarrine, affirme la supériorité des étalons anglo-arabes « qui remplacent avec avantage les demi-sang arabes et les navarrins purs ». En 1863, Alexandre-Bernard Vallon assure que l'on trouve encore quelques chevaux navarrins dans le Béarn, la Navarre française et le Bigorre, les départements limitrophes élèvent selon lui « des poulains navarrins achetés dans la plaine de Tarbes, mais qui, sous l'influence du changement de climat et de nourriture, se modifient et perdent une partie de leurs caractères propres ». En 1868, lors d'un congrès scientifique, la race navarrine est considérée comme définitivement perdue par le croisement anglais, et l'on ignore s'il est encore possible d'en trouver quelques représentants.

### Anglo-arabe

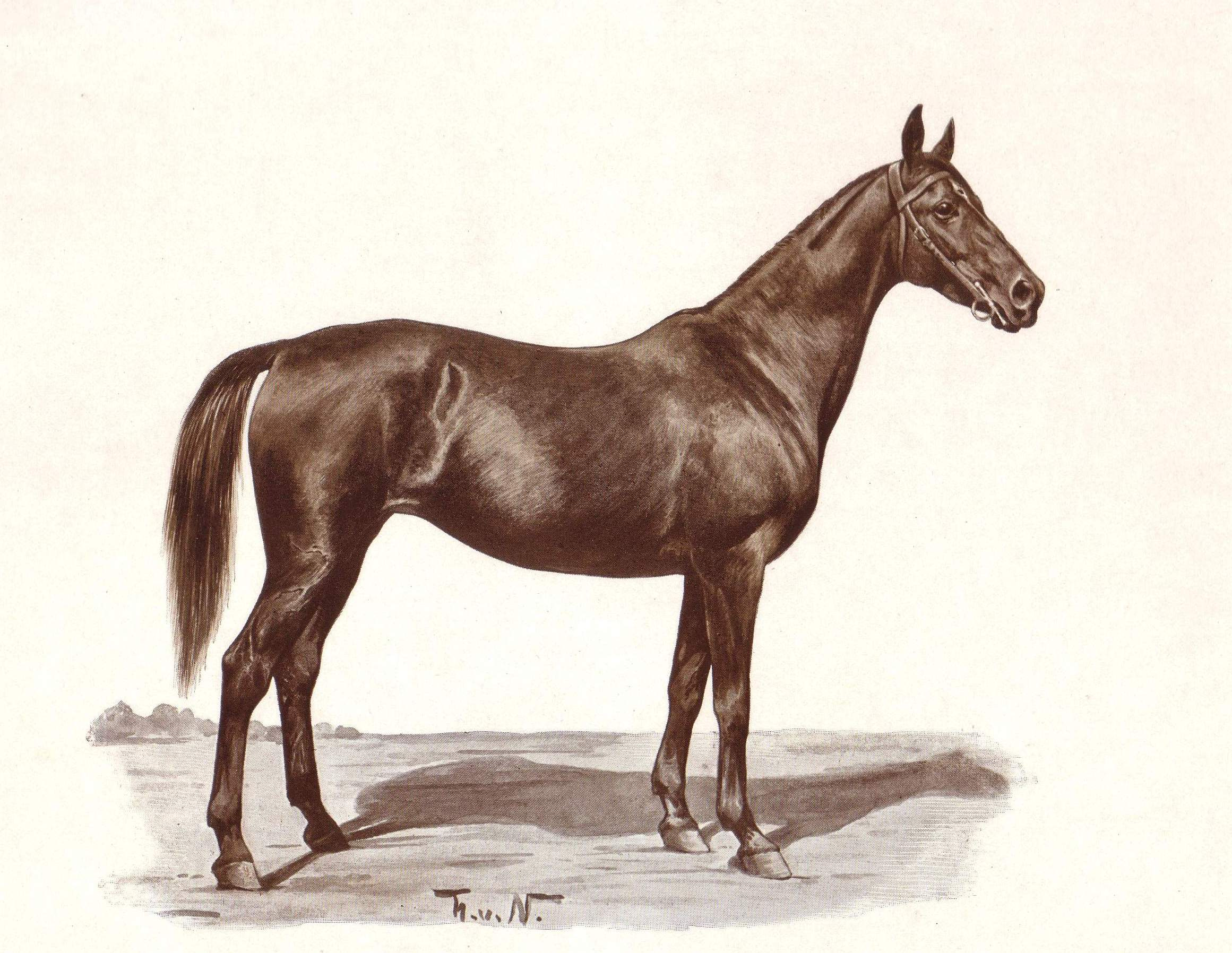
Belle de jour, jument anglo-arabe née en 1892.

Le cheval navarrin fut absorbé dans la race anglo-arabe, suivant un programme de zootechnie qui avait pour but d'« allier la légèreté, l’élégance et l’endurance de l’Arabe à la taille, la puissance et la vitesse des Pur Sang ». Il vit le jour au haras de Tarbes, premier lieu où des croisements entre ces deux races furent pratiqués officiellement. Le programme de création de l'anglo-arabe s'acheva officiellement en 1852, mais la race garda quelque temps son nom de « cheval de la Navarre ».
Les registres du dépôt d'étalons de Tarbes, soigneusement tenus, donnent une idée précise de la formation de la race anglo-arabe et de la disparition du cheval navarrin. En 1830, il comptait six étalons Pur-sang, cinq pur-sang arabes, vingt-trois chevaux arabes croisés et dix-neuf étalons mentionnés comme faisant partie de l'ancienne race navarrine. Vingt ans plus tard, en 1850, les étalons navarrins « purs » avaient tous disparu, on comptait vingt-cinq Pur-sang et vingt-sept pur-sang arabes.

## Culture populaire
La race est peu mentionnée dans la culture populaire. Un cheval navarrin figure dans un poème du XVIIIe en français classique, intitulé Le bon conſeil et issu d'un almanach de 1783.
| | Le bon conſeil. |
| --- | --------------- |
| George à cheval arrivant d'Andrezelle, Et traverſant un Fauxbourg de Paris, Eut jetté bas, De gente Demoiſelle, Là par haſard, il excita les ris N'est pas nouveau, ce lui fit-il, la belle, Ce qui m'échoit ; ce cheval navarrin, Toutes les fois qu'il trouve une Catin, Sans nulle grâce il me fait faire gille. - Oh ! Dans ce cas, dit elle, ſeriez fou, D'entrer, monſieur, plus avant dans la Ville ; Car ſûrement il vous romprait le cou. |                 |

On retrouve mention d'un cheval navarrin dans les Mémoires de madame la comtesse de Genlis, publiées en 1825, où ce cheval tient un rôle de monture de selle prestigieuse.